# Jaume Esteve i Esparcia
Jaume Esteve i Esparcia (Barcelona, 28 de maig de 1911 - Barcelona, 4 de novembre de 2003) fou un futbolista català de la dècada de 1930.

## Trajectòria
Destacà representant el Centre d'Esports Sabadell, club en el qual ocupava la posició d'extrem. Hi jugà durant quasi tota la dècada de 1930. Fou campió de Catalunya durant la temporada 1933-34. Durant aquests anys disputà tres partits amb la selecció de Catalunya, entre 1933 i 1936. Acabà la seva carrera la temporada 1941-42 al CE Europa.

## Palmarès
- Campionat de Catalunya de futbol:
  - 1933-34